# Psophodes occidentalis
La zordala picocuña occidental (Psophodes occidentalis) es una especie de ave paseriforme de la familia Psophodidae endémica de Australia. 
La zordala picocuña occidental produce un peculiar sonido durante la época de cría.